# Оахака (држава)
Оахака (шп. Estado de Oaxaca, wɑˈhɑkɑⓘ), држава је на југу Мексика. 
На северу се граничи са државама Пуебла и Веракруз, на западу са Герером, на истоку са Чијапасом, док је на југу Тихи океан. Површина државе је 94.000 km², а број становника износи 3,44 милиона. 
Истоимени главни град Оахака де Хуарез (Oaxaca de Juárez) има 259.600 становника, и познат је по својој колонијалној архитектури. Удео индијанског становништва је висок, а највећим делом се ради о заједницама Запотека, Микстека и Мазатека.
Најпознатији остаци градова из перода пре доласка Европљана су Монте Албан и Митла. Шпанци су заузели ово подручје 1521. Држава Оахака је настала 1824. 
Као један од сиромашнијих делова Мексика, држава Оахака је центар социјалних и домородачких покрета. У држави су и данас чести протести и демонстрације. 

## Становништво
| 1990.     | 1995.     | 2000.     | 2005.     | 2010.     |
| --------- | --------- | --------- | --------- | --------- |
| 3.019.560 | 3.228.895 | 3.438.765 | 3.506.821 | 3.801.962 |